# Pionus maximiliani
El loro maitaca, loro de Maximilian o loro choclero (Pionus maximiliani) es una especie de ave psitaciforme de la familia de los psitácidos que vive en Argentina, Brasil, Bolivia y Paraguay.

## Taxonomía
El epíteto específico de la especie es una referencia a Maximilian de Wied-Neuwied, un noble y naturalista que exploró el interior del sureste de Brasil a principios del siglo XIX.

## Descripción
El loro maitaca mide de 25 a 29 cm de largo y pesa de 233 a 293 g. El resto de la cabeza, la nuca y la parte superior de la espalda son de color bronce verdoso oscuro; las plumas tienen bordes más oscuros que le dan el efecto escamoso del mismo nombre. Su ojo tiene un anillo ocular blanco. La parte inferior de la espalda y las alas son de color verde opaco con escamas más claras. Su garganta y la parte superior del pecho son de color azul opaco que se vuelve verde amarillento en el vientre. Sus cobertoras inferiores de la cola y la base de la cola son rojas. Las plumas interiores de la cola son verdes y las exteriores azules. Los jóvenes tienen la cabeza de color verde más pálido y menos azul en el pecho que los adultos.

## Distribución y hábitat
El loro maitaca habita una variedad de paisajes que varían geográficamente. En el norte y oeste de su área de distribución prefiere el bosque caducifolio y de galería en la caatinga algo seca y el Gran Chaco. En el sureste se encuentra en bosques siempreverdes y semicaducos más húmedos, incluidos los dominados por araucarias. En Brasil alcanza elevaciones de 1.500 a 1.600 m y en Argentina hasta 2.000 m.
Se han observado loros maitaca salvajes reproduciéndose desde 2017 en los parques de Málaga. En un caso de España, se observó que una hembra criaba con éxito crías híbridas con un macho de loro guaro.

## Alimentación
El loro maitaca se alimenta de semillas, flores y frutos de una gran variedad de plantas.

## Reproducción
La temporada de reproducción del loro maitaca parece variar geográficamente, pero no se ha definido completamente. Al igual que otros loros, anida en agujeros en los árboles. En cautiverio, la hembra pone de cuatro o cinco huevos.

## Subespecies
- Pionus maximiliani maximiliani
- Pionus maximiliani siy
- Piones maximiliani lacerus
- Pionus maximiliani melanoblepharus

## Amenazas
La Lista Roja de la UICN cataloga al loro maitaca como especie bajo preocupación menor. Tiene un área de distribución muy amplia, pero se desconoce el tamaño de su población y además, su población salvaje está disminuyendo, siendo las principales amenazas para esta especie son la captura para su  comercio ilegal como mascota y la destrucción del hábitat, además de que es perseguido por los agricultores porque los consideran una plaga.